# Valiant Is the Word for Carrie
 Valiant Is the Word for Carrie – amerykański film z 1936 roku w reżyserii Wesley Ruggles.

## Obsada
- Gladys George jako Carrie Snyder
- Arline Judge jako Lady
- John Howard jako Paul Darnley
- Dudley Digges jako Dennis Ringrose
- Harry Carey jako Phil Yonne
- Isabel Jewell jako Lilli Eipper, siostra Franza Eippera
- Jackie Moran jako Paul Darnley jako dziecko
- Charlene Wyatt jako Lady jako dziecko
- John Wray jako George Darnley, ojciec Paula Darnley'a
- William Collier, Sr. jako  Ed Moresby
- Hattie McDaniel jako Ellen Belle, służąca Darnleyów
- Lew Payton jako Lon Olds
- Maude Eburne jako Maggie Devlin
- Grady Sutton jako Mat Burdon
- Janet Young jako pani Darnley, matka Paula Darnley'a
- Adrienne D'Ambricourt jako Madame Odette Desolles
- Helen Lowell jako pani  Wadsworth
- Bernard Suss jako Franz Eipper
- George "Gabby" Hayes jako brodacz
- Irving Bacon jako aptekarz
- Olive Hatch jako dziewczyna

## Nominacje
| Nazwa nagrody | Wygrane            | Nominacje                                            |
| ------------- | ------------------ | ---------------------------------------------------- |
| Oscar         | 1937 bez rezultatu | 1937 Najlepsza aktorka pierwszoplanowa Gladys George |